# William F. Buckley Jr.
William Frank "Bill" Buckley Jr. (Nova Iorque, 24 de novembro de 1925 – Stamford, 27 de fevereiro de 2008) foi um autor, intelectual e comentarista político americano. Fundou a revista National Review em 1955, tendo grande impacto ao estimular o pensamento conservador. Apresentou 1 429 edições do programa de televisão Firing Line entre 1966 e 1999, onde se tornou conhecido pelo sotaque característico e vocabulário amplo. Escreveu colunas para vários jornais dos Estados Unidos e vários romances de espionagem. Seu estilo de escrita era conhecido pela eloquência e sagacidade.